# Tavriisk
Tavriisk (în ucraineană Таврійськ) este oraș regional în regiunea Herson, Ucraina. 

## Demografie
Componența lingvistică a orașului Tavriisk
     Ucraineană (64,18%)
     Rusă (35,32%)
     Alte limbi (0,21%)
Conform recensământului din 2001, majoritatea populației orașului Tavriisk era vorbitoare de ucraineană (64,18%), existând în minoritate și vorbitori de rusă (35,32%).